# 11-е тысячелетие до н. э.
11-е (оди́ннадцатое) тысячеле́тие до на́шей э́ры по пролептическому юлианскому календарю — тысячелетие с 1 января 11000 года до н. э. по 31 декабря 10001 года до н. э. Ему предшествовало 12-е тысячелетие до н. э., за ним следовало 10-е тысячелетие до н. э. Оно закончилось 12025 лет назад.

## События
- Расцвет аренсбургской культуры.
- Наиболее поздние предметы нижнего слоя палеоиндейской культуры в горах Сандия.
- Завершение эпохи Валдайского оледенения (10 730 ± 99 лет до н. э. закончилось аллерёдское потепление и начался поздний дриас)[1].
- Предполагаемое извержение исландского вулкана Катла в 10 600 году до н. э. Предполагается, что извержение ответственно за слой тефры, который обнаруживается в геологических кернах в западной Норвегии, Северной Атлантике и Шотландии. Общая мощность слоя указывает на объём осадков в этих районах, равный 6—7 км³[2][3][4].
- Около 10 070 лет до н. э. — создание Шигирского идола[5].